# Simulium juxtacrenobium
Simulium juxtacrenobium es una especie de insecto del género Simulium, familia Simuliidae, orden Diptera.
Fue descrita científicamente por Bass & Brockhouse, 1990.